# Halls Apfel
Halls Apfel (Malus halliana) ist eine Laubbaum-Art aus der Gattung der Äpfel (Malus) in der Familie der Rosengewächse (Rosaceae).

## Beschreibung
Halls Apfel ist ein kleiner Baum, der eine Wuchshöhe von etwa 5 Metern erreichen kann. Die Baumkrone ist locker und ausladend. Die lanzettlich geformten Blätter sind etwa 5 cm lang und 1,5 cm breit; sie sitzen an einem karminroten, etwa 1 cm langen Stiel. Beim Austrieb sind die Blätter rötlich. Die Blattoberseite ist glänzend dunkelgrün, die Unterseite heller mit einem feinen dunkelroten Saum.
Die Blütenknospen sind rot, die geöffneten Blüten sind dunkelrosa gefärbt. Die Blüten sitzen an einem etwa 3 cm langen Stiel; Blütenstiel und Kelch sind purpurrot. Die kugeligen Apfelfrüchte sind 6 bis 8 mm groß und rotbraun.
Die Chromosomenzahl beträgt 2n = 34, selten 51.

## Verbreitung
Die Heimat von Halls Apfel liegt in China; es sind jedoch keine wilden Vorkommen bekannt. Nach Europa wurde der Baum über Japan eingeführt. In Mitteleuropa wird er eher selten gepflanzt.

## Systematik
Die Erstbeschreibung durch den deutschen Botaniker Bernhard Adalbert Emil Koehne wurde 1890 veröffentlicht.